# Les Gobelins
Manufacture des Gobelins eller bara Les Gobelins är en gobelängfabrik på 42 avenue des Gobelins i 13:e arrondissementet i Paris i Frankrike. Fabriken är mest känd för att ha levererat gobelänger till Ludvig XIV och andra senare franska monarker. Den drivs idag av det franska kulturdepartementet, och har öppet för guidade visningar enligt överenskommelse.

## Historik
Familjen Gobelin var färgare, som i mitten av 1400-talet etablerade sig i Faubourg Saint Marcel i Paris. Henrik IV hyrde år 1602 lokaler för sina flamländska gobelängtillverkare på den plats där les Gobelins idag har sina lokaler. Jean-Baptiste Colbert köpte år 1662 fabrikerna i Faubourg Saint Marcel på uppdrag av Ludvig XIV. Fabrikerna omvandlades till ett stort tapisseri, under överinseende av Charles Le Brun, som förutom allehanda konsthantverk tillverkade broderier, mosaiker, göt bronser, drev guldsmideri, finsnickeri med mera.
Hela fabriken drevs dock endast för kungens räkning och arbetade efter ytterst tungrodda ekonomiska former och stängdes 1692 på grund av Ludvig XIV:s dåliga finanser. Den öppnade på nytt några år senare, men då endast som textilateljé. Med undantag för ett kortare avbrott under franska revolutionen kom här att tillverkas tapeter i såväl haute-lisse som basse-lisse ända fram till 1825, då tillverkningen av tapeter flyttades till Beauvais. För att ge plats åt tillverkning av mattor.
Flera kända konstnärer och arkitekter har varit direktörer för fabriken. Förutom Le Brun märks Pierre Mignard, Robert de Cotte och Jacques-Germain Soufflot samt Gustave Geffroy.

## Bildgalleri

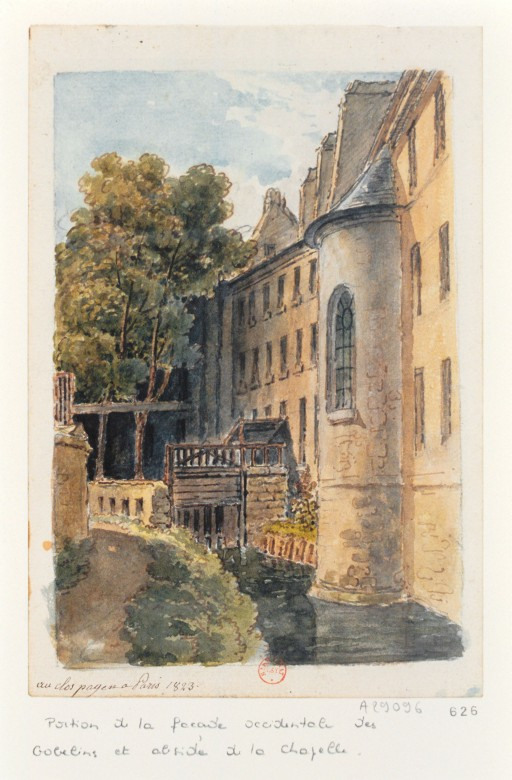
Baksidan av Les Gobelins-fabriken, vid ån Bièvre, 1830
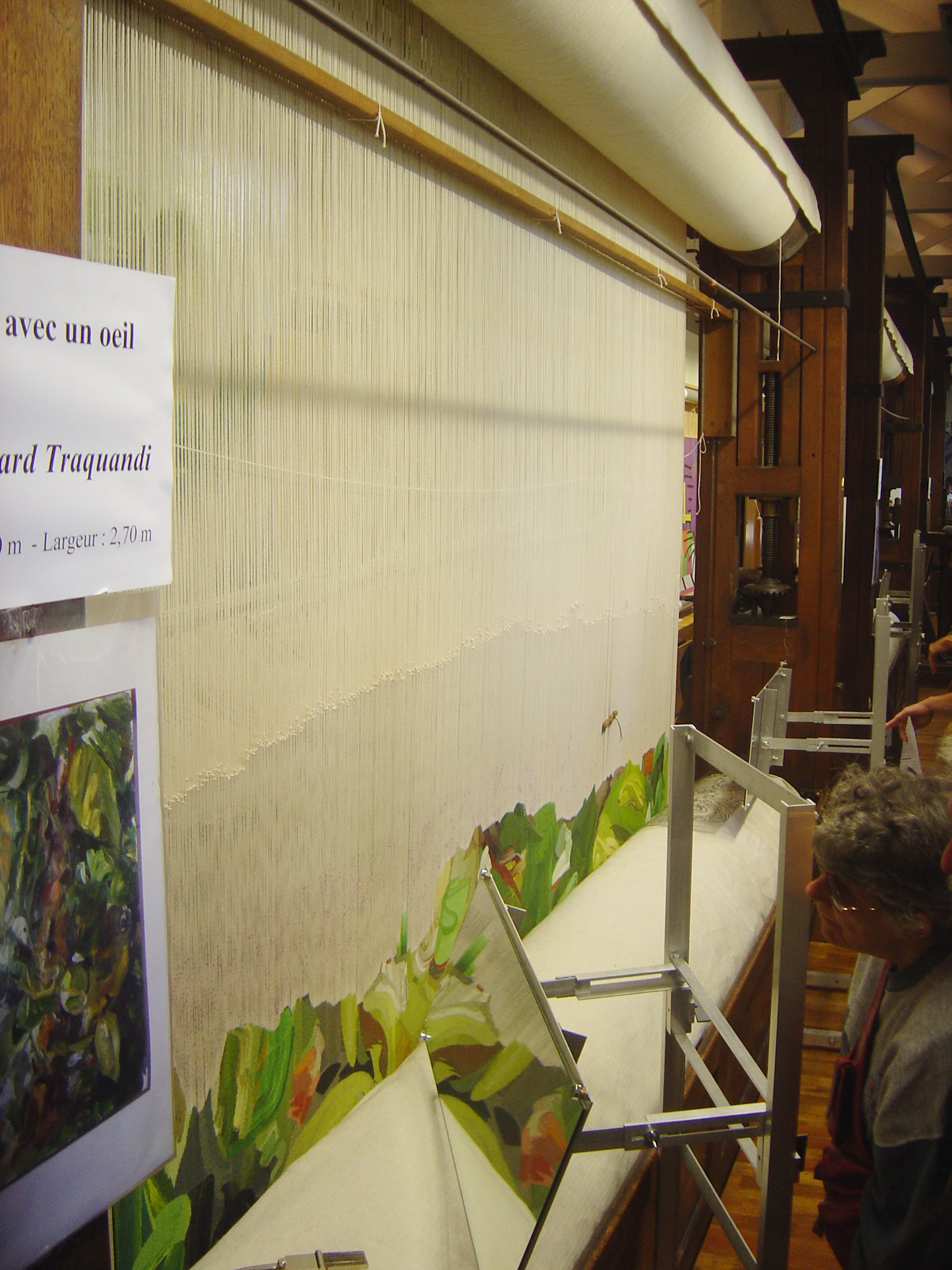
Vävstol i Les Gobelins-fabriken
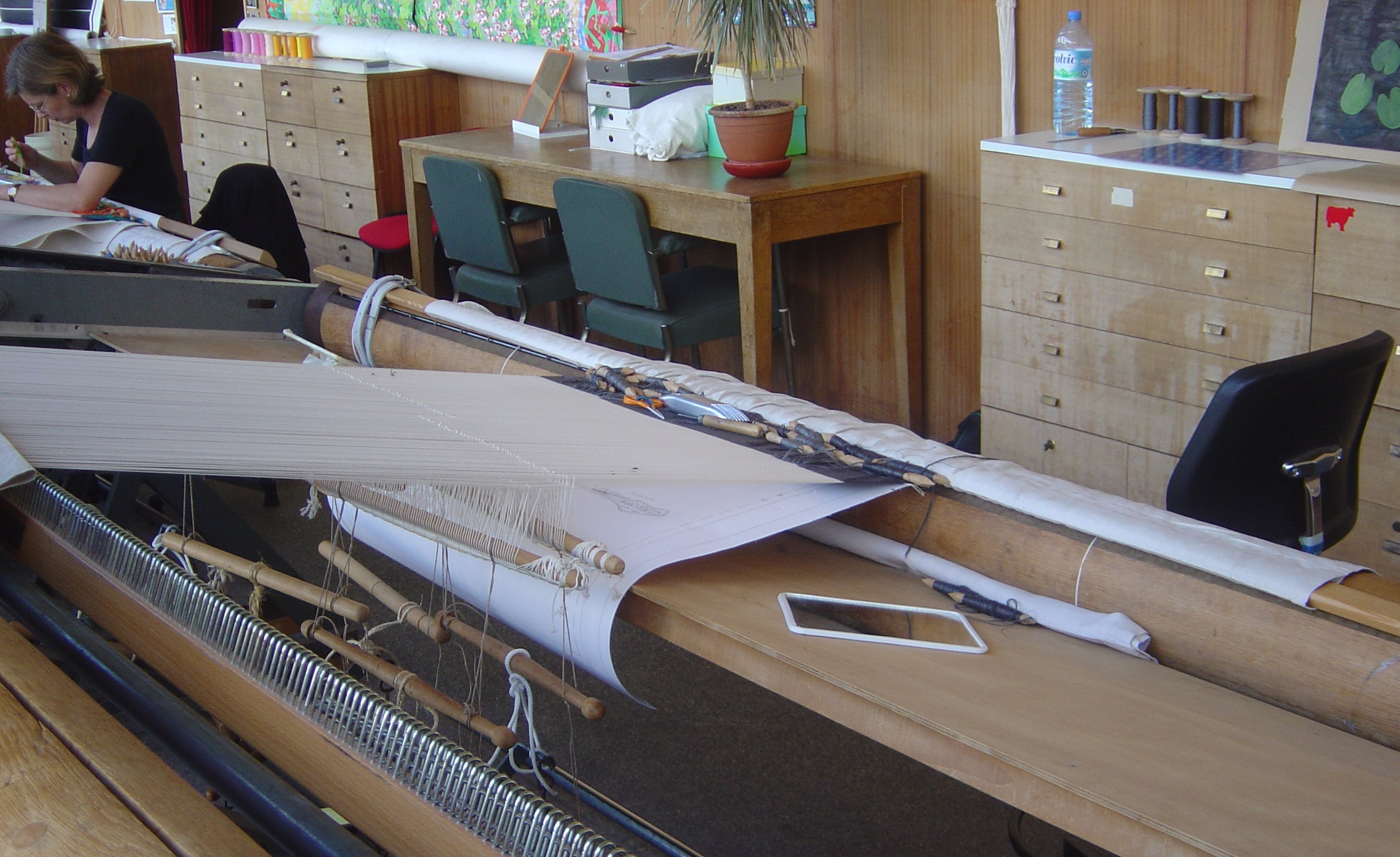
Vävstol i Les Gobelins-fabriken
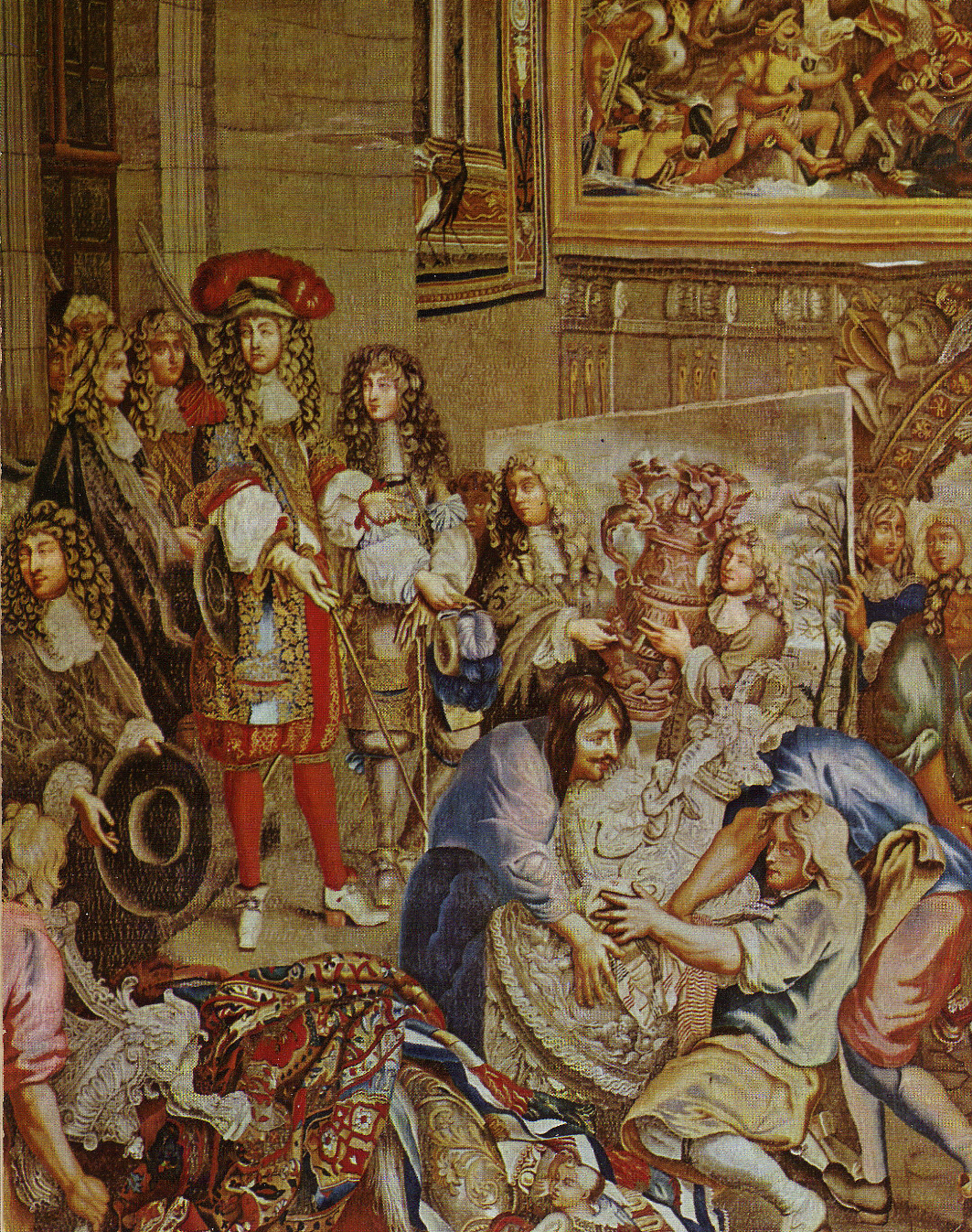
Ludvig XIV besöker Les Gobelins med Colbert, 1667
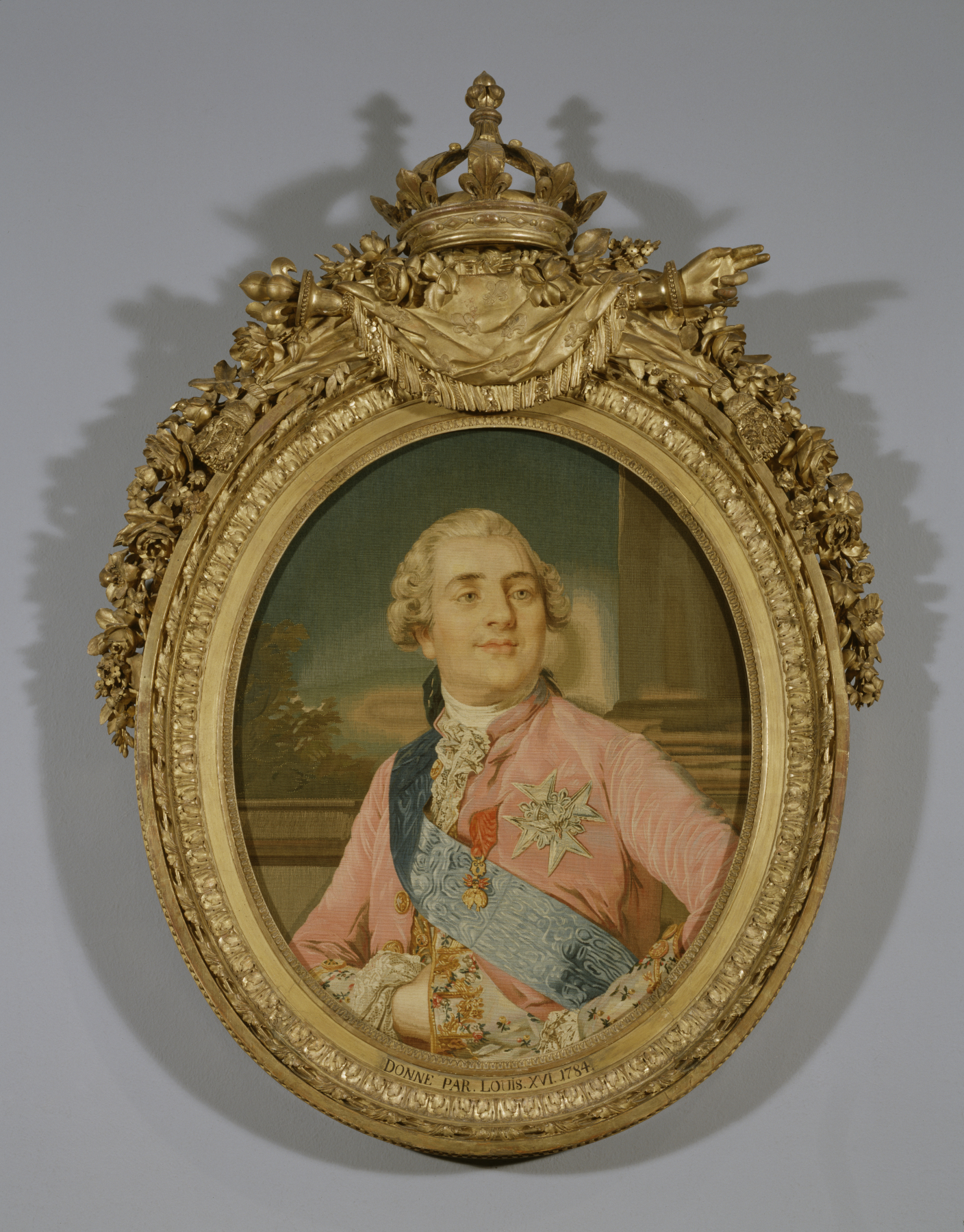
Porträtt av Ludvig XVI, producerat av Les Gobelins-fabriken